# Hudson Heights
Hudson Heights (littéralement “Hauteurs de l'Hudson”) est un quartier de l'arrondissement de Manhattan, à New York. Hudson Heights fait partie du quartier de Washington Heights qui englobe un espace plus vaste, et est bordé au nord par le Fort Tryon Park, à l'ouest par l'Hudson River, et à l'est par Broadway.
Le nom du quartier a été créé dans les années 1990 par ses habitants qui désiraient le distinguer de celui de Washington Heights. En conséquence, certains ont critiqué le quartier considéré comme artificiel, mais le nom est aujourd'hui entré dans les mœurs des New-yorkais puisque le New York Times utilise cette appellation pour ses petites annonces immobilières. Hudson Heights abrite le point culminant de Manhattan, situé dans le Bennett Park. Le relief y atteint 80,8 mètres au-dessus du niveau de la mer, c'est-à-dire quelques mètres seulement sous la torche de la statue de la Liberté.
Le quartier est essentiellement résidentiel, mais comporte également de nombreux commerces, notamment le long de la 187e rue et de la 181e rue. La plupart des bâtiments ont été construits dans les années 1930, et certains sont d'inspiration Art déco. La plupart des habitants du quartier sont propriétaires de leur résidence. Parmi les lieux les plus célèbres quartier, on retrouve The Cloisters où le Metropolitan Museum of Art expose ses collections d'art médiéval, près de Fort Tryon Park.